# فاکتور سیزده

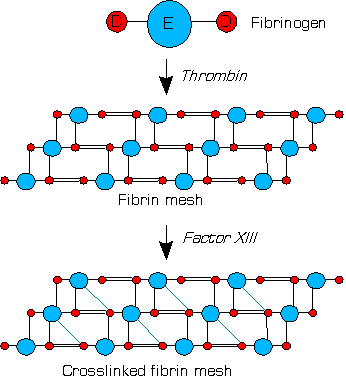
Factor XIII crosslinks fibrin

فاکتور سیزده (به انگلیسی: Factor XIII) یا عامل تثبیت‌کننده فیبرین نام یکی از پروتئین‌های دخیل در انعقاد خون است. فاکتور سیزده آنزیمی پروتئینی است که پس از فعال شدن در پی یکسری واکنش‌های پی در پی به انعقاد خون در مواقع لزوم کمک می‌نماید.
فاکتور XIII یک ترانس‌گلوتامیناز است که به وسیله ترومبین و در حضور کوفاکتور کلسیم فعال می‌شود و با اثر بر رشته‌های فیبرین موجب ایجاد پیوندهای عرضی و شبکه فیبرینی لخته می‌شود.
کمبود این فاکتور سبب ناپایداری لخته می‌گردد. این بیماری کلا نادر است ولی ایران با دارا بودن 473 بیمار، دارای مقام اول جهان است. شهر خاش واقع در استان سیستان و بلوچستان بدلیل ازدواج‌های هم‌خونی و فامیلی بالاترین میزان شیوع را در ایران دارد.

## پایداری لخته خون
پایداری لخته خون توسط فاکتور XIII یا فاکتور پایدار کننده فیبرین صورت می‌گیرد که عمل آن ایجاد پیوند کووالانسی ما بین اسید آمینه‌های لیزین با گلوتامین بین زنجیره‌های آلفا و Y مجاور هم در مولکولهای فیبرین می‌باشد. فاکتور XIII همچنین می‌تواند یک مهار کننده فیزیولوژیک فیبرینولیز را به لخته فیبرین با پیوند کووالانسی متصل کند و در نتیجه لخته مربوطه در مقابل اثر لیزکنندگی پلاسمین مقاومتر خواهد بود.

## جستارهای وابسته

The coagulation cascade.